# カリオン・デ・カラトラーバ

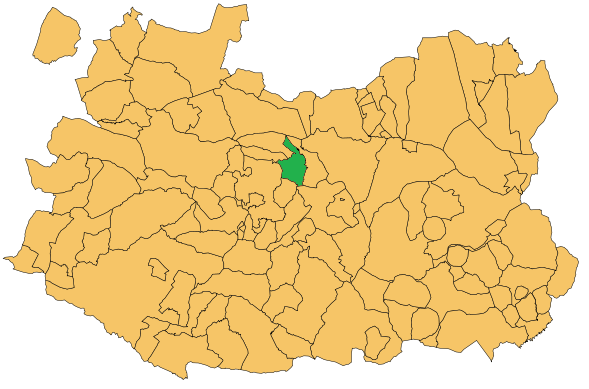

カリオン・デ・カラトラーバ（Carrión de Calatrava）は、スペイン・カスティーリャ＝ラ・マンチャ州シウダー・レアル県の自治体で、海抜615mの高度にある。面積は95.77km²で、人口は2,937人（2010年）、近年はわずかずつではあるが、上昇傾向にある。

## 地理
カリオン・デ・カラトラーバは県都シウダー・レアルの北西10kmの位置にあり、カンポ・デ・カラトラーバ（Campo de Calatrava）地区にある。北はフェルナン・カバジェーロと、北西はミゲルトゥーラと、東はトラルバ・デ･カラトラーバと、南はアルマグロとミゲルトゥーラと、そして西はシウダ･レアルの各自治体と隣接している。
フェルナン・カバジェーロとの境界を東西にグアディアーナ川が流れ、その川の水量を調節するエル・ビカリオダムがシウダー・レアルとの境界地域にある。自治体内にはロマーニ池があり、グアディアーナ川の二つの支流が流れている。

### 気候
気候は、内陸性気候で、非常に乾燥しており、冬季は寒く0°C、夏季は40°Cにもなり非常に暑い。年平均気温は15°Cで、年平均降水量は400mmである。

### 人口
出典:INE（スペイン国立統計局）1900年 - 1991年、1996年 - 

## 政治
自治体首長はカスティーリャ＝ラ・マンチャ国民党（Partido Popular de Castilla-La Mancha、PPCLM）のアナ・マリーア・ロペス・ロドリゲス（Ana María López Rodríguez）で、自治体評議員は、カスティーリャ＝ラ・マンチャ国民党：6、カスティーリャ＝ラ・マンチャ社会党（Partido Socialista de Castilla-La Mancha、PSCM-PSOE）：5となっている（2011年5月22日の自治体選挙結果、得票順）
| 1999年6月13日自治体選挙 |        |        |          |
| 政党                    | 得票数 | 得票率 | 獲得議席 |
| PPCLM                   | 1,051  | 62.34% | 7        |
| PSCM-PSOE               | 615    | 36.48% | 4        |

| 2003年5月25日自治体選挙 |        |        |          |
| 政党                    | 得票数 | 得票率 | 獲得議席 |
| PPCLM                   | 886    | 50.63% | 6        |
| PSCM-PSOE               | 821    | 46.91% | 5        |

| 2007年5月27日自治体選挙 |        |        |          |
| 政党                    | 得票数 | 得票率 | 獲得議席 |
| PSCM-PSOE               | 1,079  | 60.86% | 7        |
| PPCLM                   | 652    | 38.77% | 4        |

| 2011年5月22日自治体選挙 |        |        |          |
| 政党                    | 得票数 | 得票率 | 獲得議席 |
| PPCLM                   | 989    | 50.23% | 6        |
| PSCM-PSOE               | 937    | 47.59% | 5        |

### 司法行政
カリオン・デ・カラトラーバはシウダー・レアル司法管轄区に属す。

## 史跡
カリオン・デ・カラトラーバの北部、グアディアーナ川のほとりにカラトラーバ・ラ・ビエハ遺跡（es:Calatrava la ViejaCalatrava la Vieja）がある。イスラム支配下において、カラトラーバ・ラ・ビエハはトレードとコルドバ間にある重要な街であった。12世紀のキリスト教徒による奪還後は、カラトラーバ騎士団の本拠地となった。1158年のことである。現在は、アラルコス＝カラトラーバ遺跡公園として整備されている。